# Anonyme de Plaisance
Ne doit pas être confondu avec Antonin de Plaisance.
Le pseudo-Antoine de Plaisance, ou Anonyme de Plaisance, est un pèlerin qui écrivit le récit de son voyage en Terre sainte autour de 570.
Il y est témoin de vestiges de la Passion du Christ : la pierre sur laquelle Jésus a prié à genoux dans l’Agonie, dans l'église Sainte-Marie de Josaphat, ainsi que le  Prétoire de Pilate.
Il mentionna aussi la présence d'un morceau de la Croix dans la basilique du Golgotha.
Il est souvent confondu dans les textes avec saint Antonin de Plaisance, martyr du IIIe siècle et patron de cette ville, membre de la Légion thébaine.

### Articles liés
- Itinerarium Antonini

° Pèlerinage chrétien (it)